# Джераче
Джера̀че (на италиански: Gerace, на местен диалект Jeràci, Йерачи) е малко градче и община в Южна Италия, провинция Реджо Калабрия, регион Калабрия. Разположено е на 500 m надморска височина. Населението на общината е 2715 души (към 2012 г.).